# Stephanies astrapia
Stephanies astrapia (Astrapia stephaniae) is een zangvogel uit de familie Paradisaeidae (paradijsvogels). De naam is een eerbetoon aan prinses Stefanie van België.

## Kenmerken
Het zijdeachtige verenkleed van het mannetje is bijna geheel zwart. Ook de staart, die bestaat uit twee zeer lange brede staartveren, is glanzend zwartpaars gekleurd. De kop, keel en borst zijn iriserend blauw gekleurd, het gezicht groen. Het vrouwtje is onopvallend donkerbruin gekleurd met een zwartblauwe kop. De onderdelen zijn bruin met kaneelkleurig gebandeerd.

## Verspreiding en leefgebied
De soort is endemisch is in de nevelwouden in het midden en oosten van Papoea-Nieuw-Guinea van de provincies Central tot de Eastern Highlands op een hoogte van 1700 tot 2800 m (meestal tussen 2000 en 2600 m) boven de zeespiegel.
De soort telt twee ondersoorten:
- A. s. feminina: het noordelijke-centraal Nieuw-Guinea.
- A. s. stephaniae: van zuidelijk-centraal tot zuidoostelijk Nieuw-Guinea.

## Status
De grootte van de populatie is niet gekwantificeerd maar de soort wordt omschreven als schaars tot algemeen. Op de Rode lijst van de IUCN heeft deze soort de status niet bedreigd.